# Mučedníci (film)

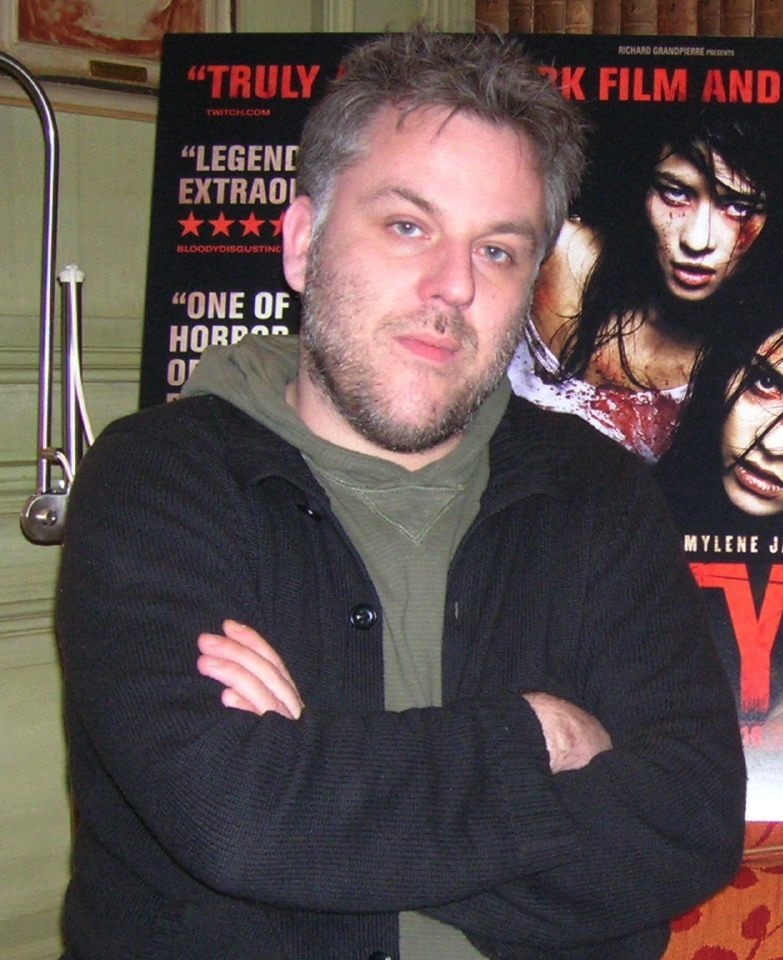
Režisér filmu Pascal Laugier

Mučedníci (francouzsky Martyrs) je francouzský hororový film natočený v roce 2008. Jedná se o jeden z filmů, které byly dočasně cenzurovány kvůli brutalitě mediální komisí.

## Děj
Film začíná v říjnu 1971, kde vidíme záběr na mladou zuboženou dívku utíkající z nějaké blíže neurčené vysloužilé továrny. Když dívka konečně doběhne do bezpečí, není schopna říct co se jí stalo. Během vyšetřování je zjištěno, že dívku někdo uvěznil v továrně a z neznámého důvodu jí tam týral. Nikdo neví jak dlouho trvalo než utekla. Při lékařském vyšetření přišli na to, že nebyla vůbec nijak sexuálně zneužitá. Vykazovala pouze známky dlouhodobé dehydratace, podvýživy a řezných ran, z čehož vyplývá, že ji dotyční pachatelé mučili. Dívka jménem Lucie je sirotek, proto je umístěna do sirotčince, kde se skamarádí s jinou dívkou Annou.
Přestože Lucie si nemůže vzpomenout, co se jí stalo, nebo nechce, jsou na ní patrné důsledky dlouhodobého mučení. Lucie trpí halucinacemi. Neustále vidí znetvořenou ženu, která na ní útočí a pokouší se jí zabít. Po 15 letech vidíme záběr na běžnou rodinu v honosné vile u snídaně, kam zničehonic vtrhne o 15 let starší Lucie a vystřílí puškou všechny její členy. Po chvíli zavolá Anně, že našla své trýznitele, a že je zabila.
Anna přijíždí do vily, má strach, aby Lucii nezavřeli do vězení za vraždu. Pokouší se s Lucií mrtvoly pohřbít. Přijde však na to, že jedna z nich, matka, je stále naživu. Rozhodne se jí pomoct, když tu náhle zčistajasna vtrhne Lucie a ubije matku kladivem. Tvrdí, že jí ubližovala, a že si jí všimla v novinách, v nichž je vyfocená s manželem, synem a dcerou, která vyhrála cenu v plavání na 100 m. Lucii se nadále zjevuje přelud znetvořené ženy, jejíž tvář si Lucie pamatuje z dob, kdy byla terorizována. Když se jí podařilo uniknout z cely, objevila jinou ženu v jiné místnosti a nechala ji tam. Od té doby ji neustále pronásleduje její zjevení, přestože Lucie osoby odpovědné za jejich trýznění už potrestala. Během noci spáchá sebevraždu.
Následující den objeví Anna ve skříní tajný vchod do podzemí, v jehož útrobách najde zbídačenou dívku s prapodivnou kovovou konstrukcí na hlavě. Dívku odvede do koupelny a konstrukci ji sundá z hlavy. Dívka ji však uteče a začne se sama pořezávat kuchyňským nožem, když tu najednou vtrhnou do vily neznámí lidé v černém a dívku zastřelí. Anna je zajata lidmi a odvlečena do podzemí. Po chvilce k ní přijde prapodivná starší žena s černým turbanem na hlavě. Řekne Anně, že ona a ostatní jsou součástí jakési tajné uzavřené společnosti, která se léta snaží zjistit, jak vypadá život po smrti pomocí mučedníků neboli martyrů. Věří, že na světě existuje několik jedinečných osob, kteří dokážou překonat veškeré bolesti a utrpení na světě, a když se dostanou na hranici život a smrti, kdy je od smrti dělí jediný vlásek, transcendují. Vidí tudíž posmrtný život ještě před smrtí. Ukáže Anně několik fotografií žen v poslední fázi života a většina z nich byla ještě živých, i když by měly být dávno mrtvé. Sdělí Anně, že právě ona je pro ně nejvhodnější, protože transcendence jsou schopné převážně mladé ženy.
Anna je zavřená v cele v podzemí. Několik měsíců je bita, mlácená a ponižována. Jediné co jí drží naživu je hlas její mrtvé kamarádky Lucie, která se jí snaží dodávat sílu. V přímém důsledku se Anna poddá a začne násilí ignorovat. Tím pokročila do poslední etapy, kdy je odvezena na zdejší operační sál a zaživa stažena z kůže. Celý proces zázrakem přežije a opravdu dojde k tomu, že transcenduje a vidí posmrtný život. Poté k ní přijde vůdce společnosti, žena s černým turbanem, a zeptá se jí, co viděla. Pak přijíždí všichni ostatní členové a čekají až jim bude sděleno, co Anna viděla. Jediný, kdo ví něco o posmrtném životě je Anna, která přestala komunikovat, a žena s turbanem, která se krátce po Annině sdělení zastřelila. Na konci snímku se dozvídáme, že slovo "Martyr" neboli "Mučedník" vychází z řeckého slova "Marturos", což v překladu znamená svědek.

## Obsazení
- Morjana Alaoui …… Anna Assaoui

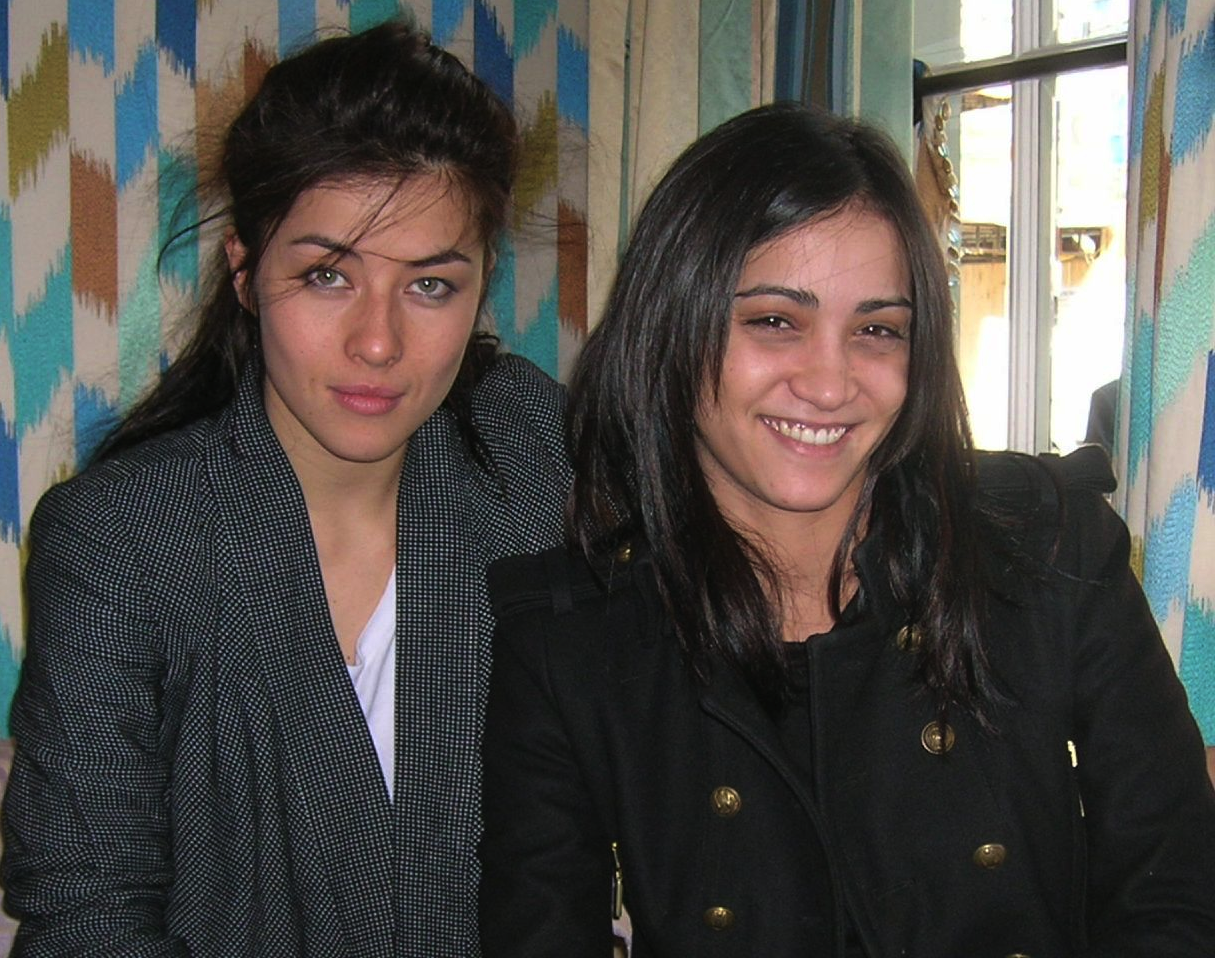
Představitelky hlavních rolí Mylène Jampanoï a Morjana Alaoui

- Erika Scott ……… mladší Anna Assaoui
- Mylène Jampanoï …… Lucie Jurin
- Jessie Pham ……… mladší Lucie
- Catherine Bégin ….. slečna(dáma s černým turbanem)
- Isabelle Chasse ….. zohavená žena
- Robert Toupin ……. otec
- Patricia Tulasne …. matka Gabriela
- Juliette Gosselin … Marie
- Xavier Dolan …….. Antoine